# Mali Zvornik
Mali Zvornik (en serbe cyrillique Мали Зворник) est une ville et une municipalité de Serbie situées dans le district de Mačva. Au recensement de 2011, la ville comptait 4 384 habitants et la municipalité dont elle est le centre 12 496.

## Géographie
Mali Zvornik est située sur la rive droite de la Drina. Sur l’autre rive se trouve la ville de Zvornik, qui est, elle, située en Bosnie-Herzégovine.

## Histoire
La région conserve les vestiges d'une présence humaine remontant à l'Âge du bronze. Les archéologues ont également mis au jour des vestiges datant de l'Empire romain : une localité nommée Ad Drinum existait dans ce secteur. Au Moyen Âge, la partie centrale de la région de Podrinje, qui inclut Mali Zvornik, était une des principales zones minières de l'État serbe. Sur la colline d'Orlovine, près de la ville, se trouvent les vestiges d'une grande forteresse médiévale, probablement construite dans la première moitié du XVe siècle, à l'époque du despotat de Serbie. Pendant la période ottomane, la région fit partie du pachalik de Bosnie. Jusqu'en 1878, Mali Zvornik fut la seule municipalité de Bosnie située sur la rive droite de la Drina, mais, à partir de cette date, elle fut intégrée au Royaume de Serbie nouvellement indépendant. À la fin du XIXe siècle et au début du XXe siècle, Mali Zvornik comptait 115 foyers. 
L'actuelle municipalité de Mali Zvornik a été officiellement créée en 1955.

## Localités de la municipalité de Mali Zvornik

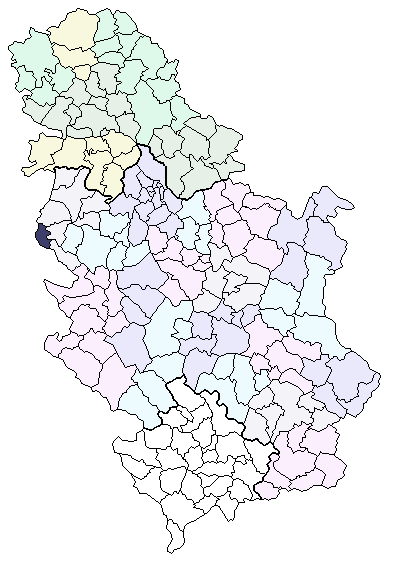
Localisation de la municipalité de Mali Zvornik en Serbie

La municipalité de Mali Zvornik compte 12 localités :
- Amajić
- Brasina
- Budišić
- Velika Reka
- Voljevci
- Donja Borina
- Donja Trešnjica
- Mali Zvornik
- Radalj
- Sakar
- Culine
- Čitluk

Mali Zvornik est officiellement classée parmi les « localités urbaines » (en serbe : градско насеље et gradsko naselje) ; toutes les autres localités sont considérées comme des « villages » (село/selo).

## Démographie

### Ville

#### Évolution de la population dans la ville
| 1948 | 1953  | 1961  | 1971  | 1981  | 1991  | 2002  | 2011  |
| ---- | ----- | ----- | ----- | ----- | ----- | ----- | ----- |
| 768  | 2 783 | 1 888 | 2 560 | 3 786 | 4 321 | 4 736 | 4 384 |

### Municipalité

#### Répartition de la population par nationalités dans la municipalité (2002)
Toutes les localités de la municipalité possèdent une majorité de peuplement serbe. Le village de Sakar abrite 120 Musulmans (23,80 % de la population) et 56 Bosniaques (11,11 %).

## Politique

### Élections locales de 2004
À la suite des élections locales serbes de 2004, les 29 sièges de l'assemblée municipale de Mali Zvornik se répartissaient de la manière suivante :
| Parti                                                    | Sièges |
| -------------------------------------------------------- | ------ |
| Parti radical serbe                                      | 7      |
| Sociaux-démocrates                                       | 6      |
| Parti démocratique                                       | 5      |
| Parti socialiste de Serbie                               | 5      |
| Liste « Renaissance de la municipalité de Mali Zvornik » | 4      |
| Parti démocratique de Serbie                             | 2      |

### Élections locales de 2008
À la suite des élections locales serbes de 2008, les 29 sièges de l'assemblée municipale de Mali Zvornik se répartissaient de la manière suivante :
| Parti                                                           | Sièges |
| --------------------------------------------------------------- | ------ |
| Parti radical serbe                                             | 8      |
| Pour une Serbie européenne                                      | 7      |
| Parti démocratique de Serbie                                    | 4      |
| Liste « Preporod - Radovan Tadić »                              | 4      |
| Parti socialiste de Serbie - Parti des retraités unis de Serbie | 3      |
| Liste « Pour Mali Zvornik »                                     | 3      |

Milan Todorović, membre du Parti démocratique du président Boris Tadić, a été élu président de la municipalité.